# Tô Văn Vũ
Tô Văn Vũ (* 20. Oktober 1993) ist ein vietnamesischer Fußballspieler.

## Karriere
Tô Văn Vũ steht seit 2017 beim Becamex Bình Dương unter Vertrag. Wo er vorher gespielt hat, ist unbekannt. Der Verein aus Thủ Dầu Một spielte in der höchsten Liga des Landes, der V.League 1. 2018 gewann er mit Becamex den vietnamesischen Pokal. Das Endspiel gegen den FLC Thanh Hóa gewann man mit 3:1.

## Erfolge
Becamex Bình Dương
- Vietnamesischer Fußballpokal: 2018